# Летун, Владимир Николаевич
Владимир Николаевич Летун (род. 23 апреля 1937) — советский борец вольного стиля, чемпион (1961) и бронзовый призёр (1962) чемпионатов СССР, мастер спорта СССР. Увлёкся борьбой в 1953 году. Участвовал в десяти чемпионатах страны. Выступал в средней весовой категории. В 1959 году выполнил норматив мастера спорта СССР.

## Спортивные результаты
- Чемпионат СССР по вольной борьбе 1961 года — ;
- Чемпионат СССР по вольной борьбе 1962 года — ;